# Paranthias furcifer
Paranthias furcifer là một loài cá biển thuộc chi Paranthias trong họ Cá mú. Loài này được mô tả lần đầu tiên vào năm 1828.

## Từ nguyên
Từ định danh được ghép bởi hai âm tiết trong tiếng Latinh: furca ("cái nĩa") và fero ("mang theo"), hàm ý có lẽ đề cập đến vây đuôi xẻ sâu của loài cá này.

## Phân loại
Nhiều cá thể là kết quả tạp giao giữa P. furcifer với cá mú Cephalopholis fulva đã được ghi nhận tại Cuba, Bermuda, cụm đảo Trindade và Martin Vaz, đảo san hô Rocas và quần đảo Fernando de Noronha. Những cá thể lai này từng được Felipe Poey mô tả là loài mới với các danh pháp là Menephorus dubius và M. punctiferus.
Dựa trên kết quả phân tích trình tự DNA, Craig và Hastings (2007) đã gộp Paranthias vào danh pháp đồng nghĩa của Cephalopholis. Điều này được một số nhà ngư học đồng tình, nhưng dựa trên đặc trưng hình thái thì Parenti và Randall (2020) vẫn tách biệt hai chi này. Cơ sở dữ liệu trực tuyến Catalog of Fishes tính đến năm 2022 vẫn công nhận tính hợp lệ của chi Paranthias.

## Phạm vi phân bố và môi trường sống
P. furcifer có phân bố rộng ở Đại Tây Dương. Ở bờ tây, từ bang Georgia (Hoa Kỳ) cũng như Bermuda ngoài khơi xa, P. furcifer xuất hiện dọc theo bờ đông Hoa Kỳ đến khắp vùng vịnh México và biển Caribe, cũng như dọc theo bờ biển Brasil (từ bang Ceará đến bang São Paulo, bao gồm quần đảo Fernando de Noronha xa bờ); còn ở bờ tây, P. furcifer được ghi nhận từ đảo Ascension và ở Tây Phi từ quần đảo São Tomé và Príncipe đến Gabon và đảo Annobón. P. furcifer cũng đã mở rộng phạm vi đến quần đảo Canaria.
P. furcifer lần đầu được ghi nhận ở Địa Trung Hải, khi một cá thể đến được bờ biển Croatia nhờ vào một giàn khoan dầu từ vịnh México đến biển Adriatic. Ghi nhận thứ hai tại vùng biển này là ngoài khơi Liban.
P. furcifer ưa sống trên các rạn san hô và vùng biển có nền đáy cứng, độ sâu đến ít nhất là 128 m (thường thấy trong khoảng 10–66 m).

## Mô tả
Chiều dài cơ thể lớn nhất được ghi nhận ở P. furcifer là 35 cm. Cá có màu nâu đỏ, nhạt hơn ở bụng. Đốm màu đỏ cam ở phần trên của gốc vây ngực. Có 3 đốm trắng cách đều nhau nằm ở khoảng giữa đường bên và gốc vây lưng. Đốm màu vàng lục trên mỗi màng gai vây lưng, chuyển thành dải lục sẫm ở phần tia mềm.
Số gai ở vây lưng: 9; Số tia vây ở vây lưng: 17–19; Số gai ở vây hậu môn: 3; Số tia vây ở vây hậu môn: 8–10; Số tia vây ở vây ngực: 19–20; Số vảy đường bên: 69–77.

## Sinh học
Thức ăn của P. furcifer chủ yếu là các loài động vật giáp xác.

## Thương mại
P. furcifer không có giá trị thương mại đáng kể trong nghề cá như tại Cuba hoặc México.